# Чурилово
Чурилово (грч. Άγιος Νικόλαος, до 1955. грч. Τσιρίλοβο) је насељено место у општини Костур у периферији Западна Македонија, Грчка. Према попису из 2021. године било је 26 становника.
Према бугарском географу и историчару, Василу Канчову, у Чурилову је 1900. године живело 390 Словена хришћана. Македонски историчар Тодор Симовски, 1998. године наводи да је Чурилово словенско насеље.